# Dụng cụ giúp quan sát

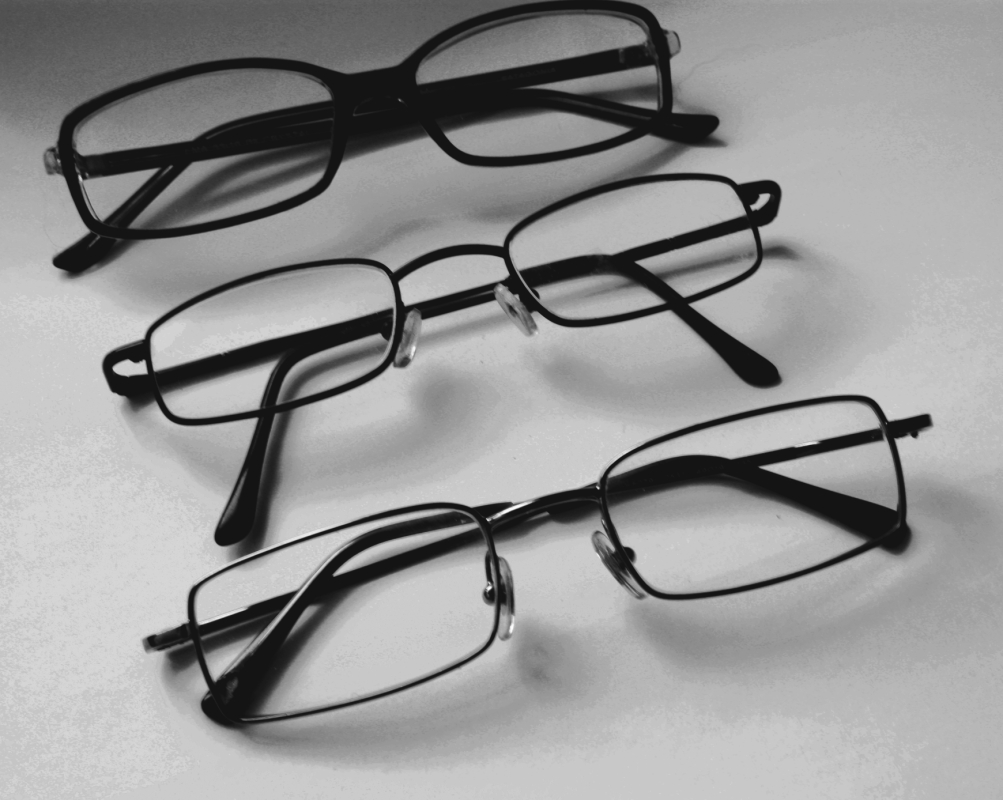
Kính mắt, một loại dụng cụ giúp quan sát phổ biến cho người bị tật khúc xạ

Dụng cụ giúp quan sát (tiếng Anh: viewing instrument) là một dụng cụ được sử dụng để hỗ trợ việc quan sát hoặc khảo sát trực quan một vật thể, một khung cảnh, hay các đặc tính của tín hiệu nào đó, ví dụ như tín hiệu điện. Vì những tính năng đó mà dụng cụ giúp quan sát xuất hiện trong nhiều lĩnh vực khác nhau như kĩ thuật, y học, thiên văn học, văn hóa - giải trí,... Tên gọi tiếng Anh của các dụng cụ thuộc nhóm này thường có tiếp vĩ ngữ là -scope, nghĩa là "nhìn thấy" (tiếng Anh: "see"), từ được bắt nguồn từ tiếp vĩ ngữ trong tiếng Latin là -scopium, nghĩa là một dụng cụ giúp quan sát. -scopium lại bắt nguồn từ động từ skopein trong tiếng Hy Lạp cổ, nghĩa là "khảo sát" (to examine).

## Phóng to hình ảnh

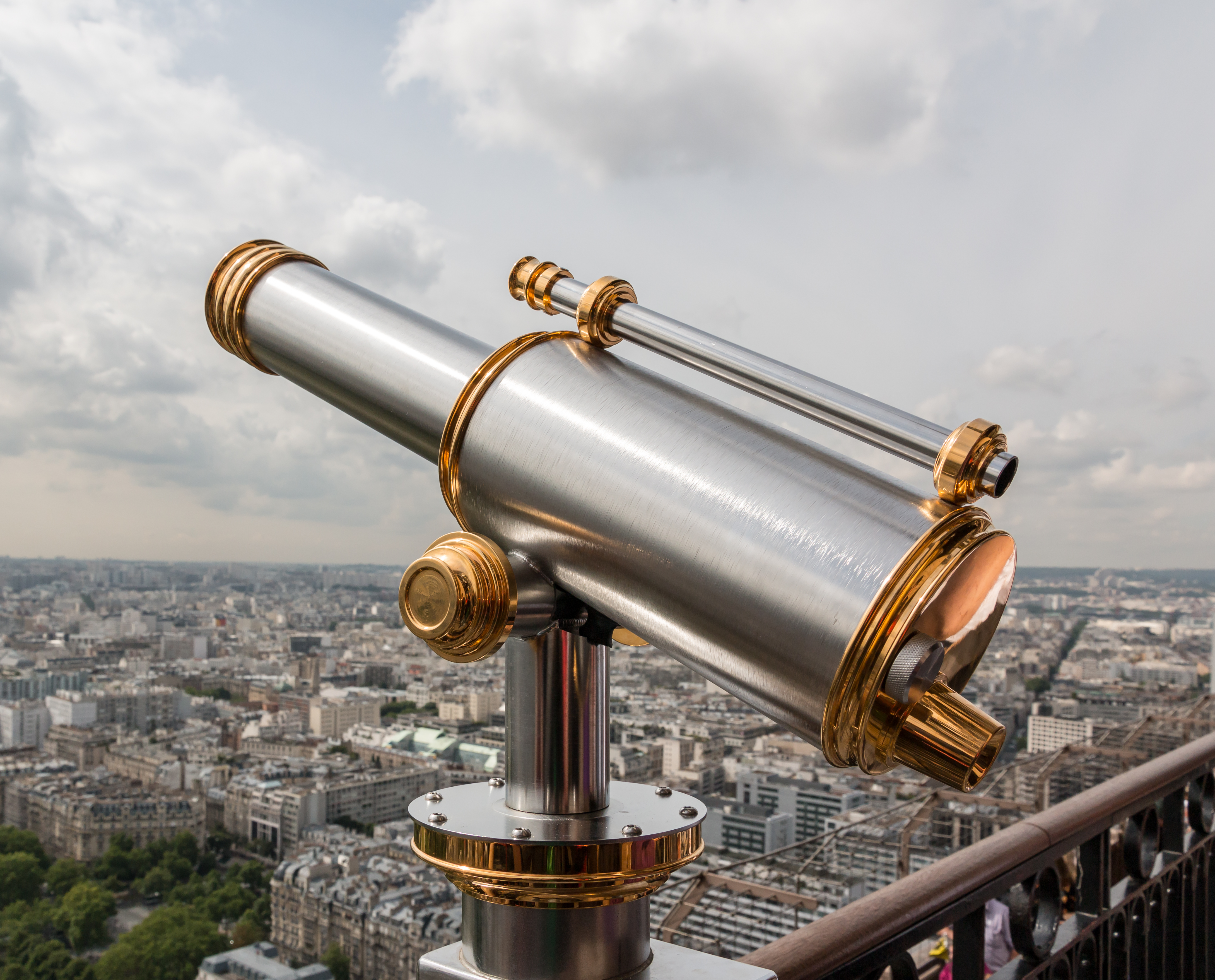
Hình ảnh kính viễn vọng, một dụng cụ giúp quan sát, trên đài quan sát ở tháp Effiel, thủ đô Paris, nước Pháp. Ảnh chụp năm 2014

Để đáp ứng nhu cầu quan sát các hình ảnh có kích thước quá nhỏ hoặc ở khoảng cách quá xa so với người, các dụng cụ giúp quan sát và dụng cụ quang học ra đời. Nếu xét với nhu cầu phóng to hình ảnh thì không có một sự phân biệt thật sự rõ ràng giữa khái niệm dụng cụ giúp quan sát với dụng cụ quang học, loại thiết bị xử lý sóng ánh sáng cũng với mục đích phóng to hình ảnh. Kính mắt hay kính áp tròng (để hỗ trợ tầm nhìn cho người bị tật khúc xạ như cận thị, loạn thị, viễn thị), kính lúp, kính viễn vọng, kính tiềm vọng và ống nhòm (dùng để quan sát các vật thể hoặc khung cảnh ở xa người), và kính hiển vi (dùng để quan sát các vật thể quá bé nhỏ) là những ví dụ điển hình khi vừa là dụng cụ giúp quan sát và cũng đồng thời là dụng cụ quang học.

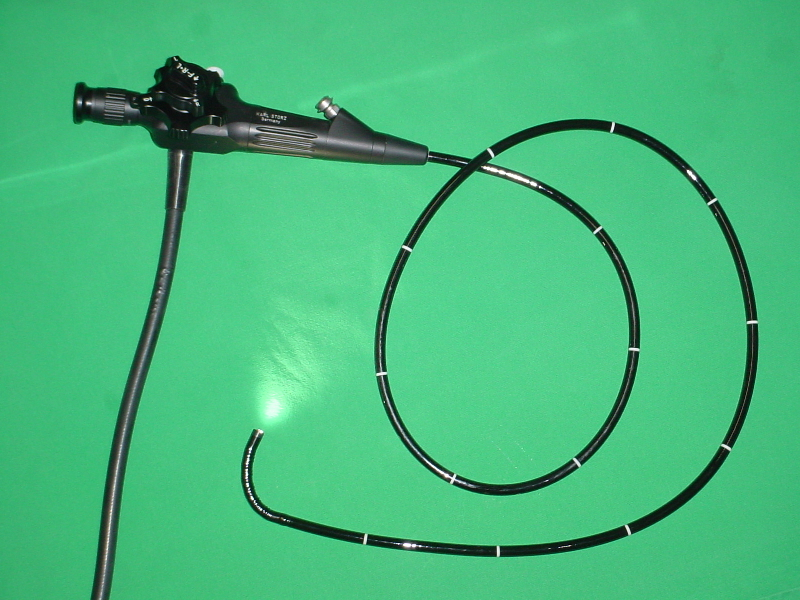
Hình ảnh một ống nội soi, dụng cụ y học giúp quan sát được sử dụng trong quá trình nội soi

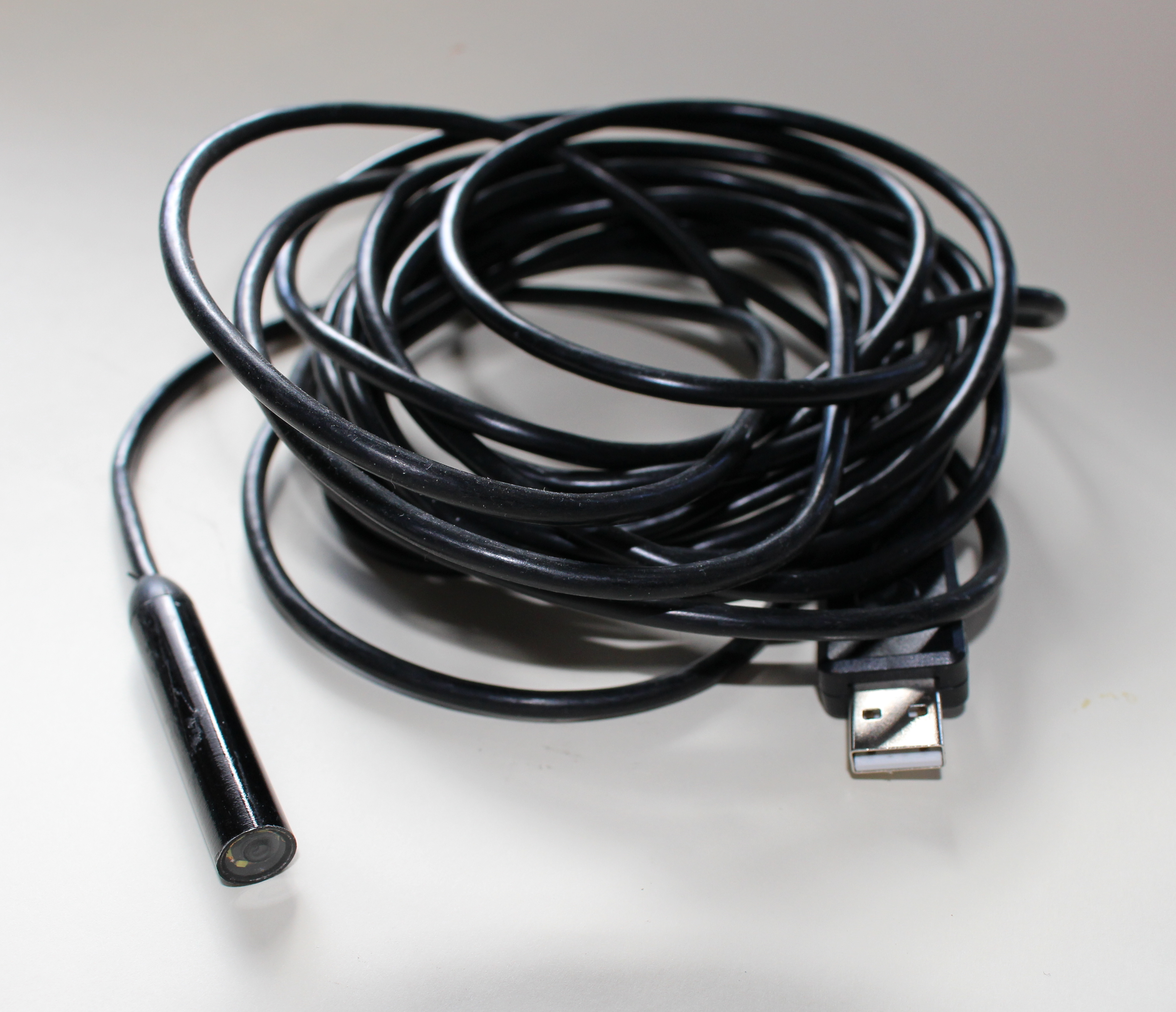
Một ống nội soi giá rẻ, chống nước được dùng trong các ứng dụng nội soi khác ngoài y học

Y học sử dụng các dụng cụ giúp quan sát để quan sát và phóng to hình ảnh của các bộ phận trong cơ thể, ví dụ như quá trình nội soi. Ống nội soi (endoscope) là một dụng cụ có thể phát sáng và có gắn camera nhỏ, thường dài và có hình ống dẹp, để đưa sâu vào trong cơ thể phục vụ cho quá trình nội soi. Để đáp ứng yêu cầu nội soi, các ống nội soi hiện đại ngày nay đều có khả năng truyền tải hình ảnh phóng to của các bộ phận trong cơ thể. Các ống nội soi chuyên dụng cho việc nội soi các bộ phận cơ thể khác nhau được đặt tên theo từng bộ phận cơ thể tương ứng đó, ví dụ như ống nội soi bàng quang (cystoscope), ống nội soi dạ dày (gastroscope), ống nội soi đáy mắt (ophthalmoscope), ống nội soi thận (nephroscope), otoscope (ống nội soi tai), ống nội soi phế quản (bronchoscope), ống nội soi thanh quản (laryngoscope), ống nội soi khớp (arthroscope), ống nội soi ruột già (colonoscope), ống nội soi ổ bụng (laparoscope),... Ví dụ, ống nội soi bàng quang (cystoscope) được sử dụng để giúp nội soi bàng quang tiết niệu qua niệu đạo. Hình ảnh phóng to của bàng quang từ quá trình nội soi sẽ được đưa lên màn hình rộng. Cấu tạo của ống nội soi bàng quang cũng có các thấu kính hỗ trợ phóng to hình ảnh, như kính thiên văn hay kính hiển vi. Một số ống nội soi có cổng USB nên tương thích với cổng USB trên máy tính để người dùng có thể quan sát hình ảnh nội soi trực tiếp bằng ứng dụng trên máy tính, một số ống nội soi khác có dây micro USB phục vụ cho nhu cầu nội soi với kết quả có thể xem bằng ứng dụng trên điện thoại thông minh.

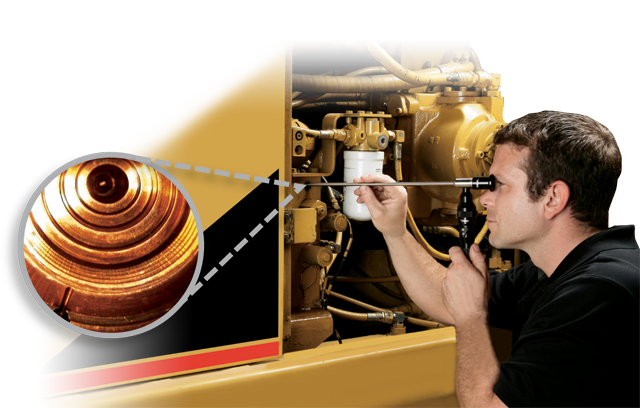
Một người đàn ông đang quan sát hệ thống máy móc với borescope

Với các ứng dụng ngoài y học cần quan sát các vật thể khó tiếp cận như các vật thể nhỏ, nằm sâu trong các bộ phận của máy móc, hay bị kẹt giữa các vật cản,... thì các dụng cụ như borescope hay fiberscope là giải pháp. Cả borescope và fiberscope đều có cấu tạo gồm một đường ống cứng họăc mềm với thị kính gắn ở đầu này và vật kính gắn ở đầu còn lại, trong đó fiberscope có cấu tạo phần đường ống của nó gồm các sợi quang dễ uốn (flexible). Loại borescope dễ uốn (flexible borescope) có thành phần ống cũng bao gồm các sợi quang. Những sợi quang này giúp chia hình ảnh thành các pixel nhỏ. Borescope dễ uốn cũng còn được gọi là fiberscope. Video borescope cũng có cấu tạo tương tự với borescope dễ uống nhưng có thêm một camera rất nhỏ ở cuối dùng cho việc ghi hình. Một loại borescope khác là borescope rắn (rigid borescope) có giá thành thấp hơn nhưng cung cấp chất lượng hình ảnh tốt. Nhược điểm của borescope rắn là nó bắt buộc phải nằm trên đường thẳng với đối tượng quan sát của nó. Chính vì thế, borescope rắn được sử dụng cho các ứng dụng chuyên biệt như xem xét xi-lanh hay kim phun nhiên liệu,...

## Dựng phim và giám sát hình ảnh
Camera là dụng cụ giúp giám sát hình ảnh thông dụng nhất.
Phénakisticope (hay phenakistiscope hoặc phenakistoscope) là thiết bị hoạt hình phổ biến đầu tiên tạo ra hình ảnh gây cảm giác như là đang chuyển động lien tục. Phenakistiscope được xem là một trong những phương tiện giải trí đầu tiên trình chiếu hình ảnh động, mở đầu cho sự phát triển của các công nghệ ảnh động và công nghiệp điện ảnh sau này. Cũng như ảnh GIF, phénakisticope chỉ có thể trình chiếu một chuỗi ảnh động ngắn và lập lại liên tục.
Kinetoscope là một thiết bị triễn lãm hình ảnh động được sử dụng từ cuối thế kỷ 19 đến đầu chiến tranh Thế giới I. Kinetoscope được thiết kế để các hình ảnh trên các tấm phim có thể được xem bởi một người tại một thời điểm bằng việc nhìn qua một khung cửa sổ nhỏ ở trên đầu của thiết bị. Máy Kinetoscope tạo cho người dùng cảm giác các hình ảnh được chiếu lên đang chuyển động bằng cách truyền tải một dãi phim đục lỗ với bao gồm các hình ảnh liên tục qua một nguồn sáng với một màn rập tốc độ cao (high-speed shutter).
Iconoscope là loại ống video camera đầu tiên được sử dụng trong các camera TV đời đầu.
Giai đoạn từ 1953 đến 1967, thấu kính CinemaScope đã được sử dụng để nén một hình ảnh rộng thành một frame chuẩn 35mm để có thể mở rộng từ frame đó sang hình ảnh rộng trở lại trong quá trình trình chiếu.

## Điện - điện tử

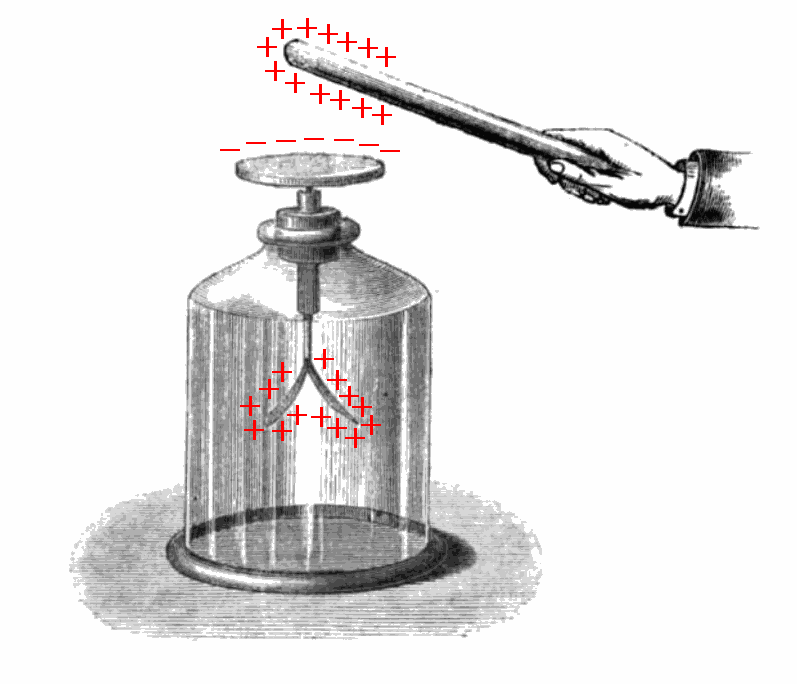
Thí nghiệm nhiễm điện do hưởng ứng với điện nghiệm lá vàng

Điện nghiệm hay tĩnh điện nghiệm (electroscope) là tên gọi chung khi nói về một dụng cụ thí nghiệm được sử dụng để phát hiện sự tồn tại của điện tích trên một vật thể. Điện nghiệm phát hiện sự tồn tại của điện tích dựa trên sự chuyển động của nó khi có tiếp xúc với vật thể mang điện tích, dựa trên định luật Column. Ví dụ, điện nghiệm lá vàng (gold leaf electroscope), phát minh của nhà vật lý Abraham Bennet, sẽ xòe 2 lá vàng đặt trong ống chân không ra khi đầu trên của nó tiếp xúc với một vật thể mang điện tích (xem hình bên).
Điện kế (galvanoscope hay galvanometer) là một thiết bị cơ - điện từ để phát hiện sự tồn tại của dòng điện và xác định chiều của nó bằng cách đo độ lệch của kim nam châm.
Dao động ký là thiết bị được sử dụng cho việc quan sát hoạt động của tín hiệu điện, thông thường thông qua 2 thông số điện áp và thời gian, được biểu thị trên hệ trục tọa độ Descartes.

## Các dụng cụ giúp quan sát khác
Stroboscope hay strobe là một loại dụng cụ được dùng để xác định tốc độ quay của vật thể chuyển động tuần hoàn bằng cách chiếu một ánh sáng (thường bằng ống đèn flash) trong khoảng thời gian lặp lại có chu kì sao cho việc chuyển động hoặc xoay của vật có thể xem như là chậm hơn so với tốc độ thật của nó hoặc thậm chí là dừng hẳn. Việc xác định tốc độ quay hoặc chuyển động của vật khi đó sẽ được dựa trên khoảng thời gian flash.
Tachistoscope (tạm dịch: máy thử trí nhớ) là máy chiếu hình ảnh trong một khoảng thời gian nhất định nhằm mục đích rèn luyện kĩ năng đọc nhanh bằng mắt.